# Antonio Bosch y Cardellach
Antonio Bosch y Cardellach (Sabadell, 1758-Sabadell, 1829) fue un médico, historiador y escritor español.

## Biografía
Nacido el 15 de enero de 1758 en Sabadell, siguió la carrera de medicina en la Universidad de Cervera y se graduó el 5 de abril de 1783. Ejerció su profesión, primero en la villa tarraconense de Bráfim y después en el monasterio de Santes Creus y en su localidad natal. En el concurso celebrado en 1803 por la Real Academia de medicina práctica de Barcelona, para premiar a la mejor descripción de una epidemia acaecida en España desde 1777, se le concedió una medalla de oro por un trabajo que presentó, y en 1804 obtuvo, por otra, mención honorífica. La Academia de medicina práctica de Barcelona recibía con frecuencia textos remitidos por Bosch.Además de los trabajos sobre medicina que escribió y le dieron fama en su tiempo, publicó otras sobre historia y literatura, entre las que se encontraron títulos como Topografía de Sabadell (1789) y Memorias de Sabadell antiguo y su término, desde el año 1789 (1882). Falleció el 25 de enero de 1829 en Sabadell.